# Шумски пожари у јужној Калифорнији 2025.
У јануару 2025. године, јужну Калифорнију захватили су разорни шумски пожари, који су нанели значајну материјалну штету, довели до великих евакуација и узроковали бројне жртве. Најтеже су погођене области Палисејдс и Итон, где су пожаре подстакли суша, јаки ветрови Санта Ана и високе температуре.

## Обим и последице пожара
Пожари су резултирали смрћу најмање 25 особа, док је више стотина људи задобило повреде различитог степена. Уништено је преко 12.000 објеката, укључујући стамбене и пословне зграде, као и инфраструктуру. Ватра је захватила више од 155 квадратних километара земљишта, а густи дим проузроковао је значајно погоршање квалитета ваздуха у ширем подручју Лос Анђелеса и Сан Дијега.
Гувернер Калифорније, Гевин Њусом, прогласио је ванредно стање у окрузима Лос Анђелес и Вентура, што је довело до евакуације око 30.000 људи. Неколико главних аутопутева и путева је затворено због смањене видљивости и опасности од ширења ватре. Више од 220.000 потрошача остало је без електричне енергије услед оштећења далековода и мера предострожности које су увеле електроенергетске компаније како би спречиле нове пожаре.

## Економски утицај и штета
Укупна штета проузрокована пожарима процењује се на између 250 и 275 милијарди долара, што укључује трошкове санације, губитке у пољопривредном и туристичком сектору, као и штету на инфраструктури. Осигуравајуће компаније очекују значајан број захтева за надокнаду штете, док се савезна и државна влада припремају за финансијску помоћ угроженим подручјима.

## Узроци и климатски фактори
Климатски услови значајно су допринели интензитету пожара. Калифорнија је у претходним месецима доживела дуготрајну сушу, што је довело до повећане запаљивости вегетације. Ветрови Санта Ана, који су достигли брзину од 95 km/h, додатно су подстакли ширење ватре, чинећи гашење изузетно отежаним.
Стручњаци за климатске промене упозоравају да ће овакви пожари постати све учесталији због пораста глобалних температура и промене режима падавина.

## Напори за гашење пожара
Више од 4.500 ватрогасаца, уз подршку авијације и националне гарде, било је ангажовано на гашењу пожара. Упркос изузетно тешким условима, успели су да спрече даље ширење ватре према густо насељеним деловима јужне Калифорније. Надлежни органи издали су упозорења становништву и апеловали на поштовање мера евакуације како би се избегли додатни губици живота.
Иако су временски услови почели да се побољшавају, власти упозоравају да и даље постоји велика опасност, јер највећи пожари још увек нису у потпуности под контролом. Очекује се да ће санација погођених подручја и обновљиви напори трајати месецима, а економске и еколошке последице осећаће се годинама.